# Google+
Google+ (také Google Plus nebo zkr. G+) byla internetová sociální síť provozovaná společností Google. Provoz sítě byl zahájen 28. června 2011. Google+ byl po nepříliš úspěšném Orkutu další pokus Googlu proniknout na pole sociálních sítí a byl asi největší přímou konkurencí Facebooku a v mnoha ohledech i Twitteru. Sociální síť Google+ zahrnovala stávající sociální služby jako Google Profiles, a +1, přidávala k nim navíc některé nové prvky, např. Kruhy, Témata či Setkání. Na začátku října 2018 bylo firmou oznámeno ukončení provozu z důvodu malého zájmu uživatelů.  K ukončení provozu nakonec došlo 2. dubna 2019 a následně Google oznámil 10. dubna záměr službu přejmenovat na Currents, modifikovat a poskytnout v rámci G Suite pouze firemním zákazníkům.

## Historie
Sociální síť Google+ byla uvedena 28. června 2011 a zpřístupněna byla jen na pozvánky a pro omezený počet uživatelů. Google ale tuto kvótu několikrát navyšoval, a do Google+ se tak v prvních dvou týdnech registrovalo deset miliónů lidí. Po měsíci provozu dosáhl Google+ 25 milionů uživatelů. V polovině října 2011 pak Google ohlásil 40 milionů registrovaných uživatelů, ale výzkumy tvrdí, že současně oproti červenci klesl počet nových postů o 40 % a množství aktivních uživatelů se propadlo dokonce o 60 %.
Od 20. září 2011 byla síť Google+ ve veřejném beta režimu přístupná komukoliv bez pozvánky.
Google začal po uvedení Google+ postupně zavádět nový, jednotný grafický design ve všech svých službách. V listopadu 2011 začal Google+ umožňovat vytváření firemních a dalších neosobních profilů.
Do Google+ byl zpočátku povolen přístup pouze uživatelům starším osmnácti let, protože služba byla v testovacím provozu, a společnost tak nemohla zaručit stoprocentní ochranu osobních údajů nezletilých. V lednu 2012 se věkový limit snížil na třináct let.
Později Google začal zakládat e-mailovou schránku a stránku na Google+ všem uživatelům, kteří si založili účet u Googlu, což velmi pomohlo růstu služby. V lednu 2012 tak počet uživatelů Google+ přesáhl 90 milionů uživatelů.
V dubnu 2012 byl zaveden nový vzhled. Google+ v té době používalo 170 milionů lidí. V novém vzhledu byly ovládací prvky přesunuty do levé části, ale na větších monitorech vypadal Google+ jako úzká nudle s většinou plochy obrazovky nevyužitou.
V listopadu 2013 došlo k propojení Google+ a YouTube účtů.
V lednu 2015 mapoval Edward Morbius aktivitu uživatelů sítě Google+ a došel k následujícím závěrům:
- na Google+ existovalo asi 2,2 miliardy profilů,
- pouze 9 % uživatelů publikovalo nějaký veřejný obsah tento obsah byl v 37 % případech tvořen převážně komentáři na YouTube a v 8 % případů se jednalo o zprávu o změně profilového obrázku,
- v prvních třech týdnech roku 2015 se objevila aktivita pouze u 6 % účtů z těch, které byly někdy v minulosti aktivní, ale pouze u poloviny z nich se nejednalo o komentáře na YouTube,
- tedy pouze z 0,2–0,3 % všech existujících účtů byl v průběhu prvních třech týdnů publikován nějaký veřejný obsah.[13][14][15][16]

Statistika ale bere v úvahu pouze veřejné příspěvky, nejsou v ní zahrnuty komentáře k příspěvkům jiných uživatelů, soukromé komentáře, ani aktivita uživatelů, kteří obsah pouze čtou, ale vlastní nepřidávají.
V roce 2015 Google začal omezovat provázanost Google+, nejprve změnil Google+ Photos na Google Photos, která je napojená na Google Drive, po té zrušil nutnost mít založený účet na Google+, pokud uživatel pracoval s YouTube. Lokalizační funkce měly být přesunuty do Hangouts a ostatních komunikačních aplikací. Na oficiálním blogu k tomu Google uvedl, že největším problémem sociální sítě Google bylo, že zkrátka nebyla dostatečně sociální.
Google+ byl oblíbený u odborné veřejnosti a obchodních firem, stránka na Google+ představuje významný vliv na SEO. V anketě GlobalWebIndexu z druhého čtvrtletí roku 2015 uvedlo 23 % uživatelů ve věku 16–64 let, že síť Google+ buď navštívili nebo přidali příspěvek během posledního měsíce.
Google zatajil, že přibližně v letech 2015 až 2018 byla jistá neveřejná osobní data uživatelů přístupná vývojářům třetích stran.
Dne 2. dubna 2019 došlo k ukončení provozu.

## Prvky
- Do Kruhů si uživatelé mohli třídit své kontakty za účelem nastavení soukromí a cílení sdílených informací. Třídění probíhalo v interaktivním drag-and-drop rozhraní.
- Setkání byl nezávazný skupinový (maximálně 10 lidí) videochat s přáteli.
- Témata fungovala jako agregátor článků a videí o zadaném tématu na základě vyhledávání v internetu.
- +1 bylo tlačítko určené k doporučování obsahu. Mělo vliv i na výsledky vyhledávání Google.
- Chat pracoval na protokolu Google Talk, díky čemuž v něm byly kontakty z chatu v Gmailu.
- Hry byly na Google+ spuštěny 11. července 2011.
- Prostřednictvím internetového rozhraní bylo možné celý svůj profil na Google+ včetně obsahu stáhnout na pevný disk.

### Mobilní aplikace
Google+ měl oficiální aplikaci pro Android a iOS. Aplikace automaticky nahrávala pořízené fotografie z mobilního zařízení do alba ve službě Picasa a umožňovala také Pokec, což byl jednoduchý skupinový chat. Bylo také možné ukládat fotky do aplikace Fotky Google Fotky Google.